# Plouvien
Plouvien (bretonisch Plouvien) ist eine französische Gemeinde im Nordwesten der Bretagne im Département Finistère mit 3930 Einwohnern (Stand 1. Januar 2022).

## Lage
Der Ort befindet sich rund zehn Kilometer südlich der Atlantikküste am Eingang des Ärmelkanals.
Die Groß- und Hafenstadt Brest liegt 15 Kilometer südlich und Paris etwa 500 Kilometer östlich (Angaben in Luftlinie).

## Verkehr
Bei Brest gibt es die nächsten Abfahrten an den Schnellstraßen E 50 Richtung Rennes und E 60 Richtung Nantes. Der Bahnhof von Brest ist Endpunkt der Regionalbahnlinien in Richtung Morlaix/Rennes und Quimper/Nantes sowie des TGV Atlantique nach Paris.
Nur zehn Kilometer südlich der Gemeinde nahe der Stadt Brest befindet sich der Regionalflughafen Aéroport de Brest Bretagne.

## Bevölkerungsentwicklung
| Jahr                       | 1962 | 1968 | 1975 | 1982 | 1990 | 1999 | 2008 | 2017 |
| Einwohner                  | 2247 | 2291 | 2431 | 2779 | 2886 | 3187 | 3654 | 3766 |
| Quellen: Cassini und INSEE |      |      |      |      |      |      |      |      |

## Sehenswürdigkeiten
Siehe: Liste der Monuments historiques in Plouvien

## Partnergemeinden
- Tregaron in der walisischen Grafschaft Ceredigion